# Département de Sarmiento (San Juan)
Pour les articles homonymes, voir Sarmiento.
Le département de Sarmiento est une des 19 subdivisions de la province de San Juan, en Argentine. Son chef-lieu est la ville de Media Agua.
Le département a une superficie de 2 782 km2. Sa population s'élevait à 19 092 habitants au recensement de 2001.
Autres localités importantes du département :

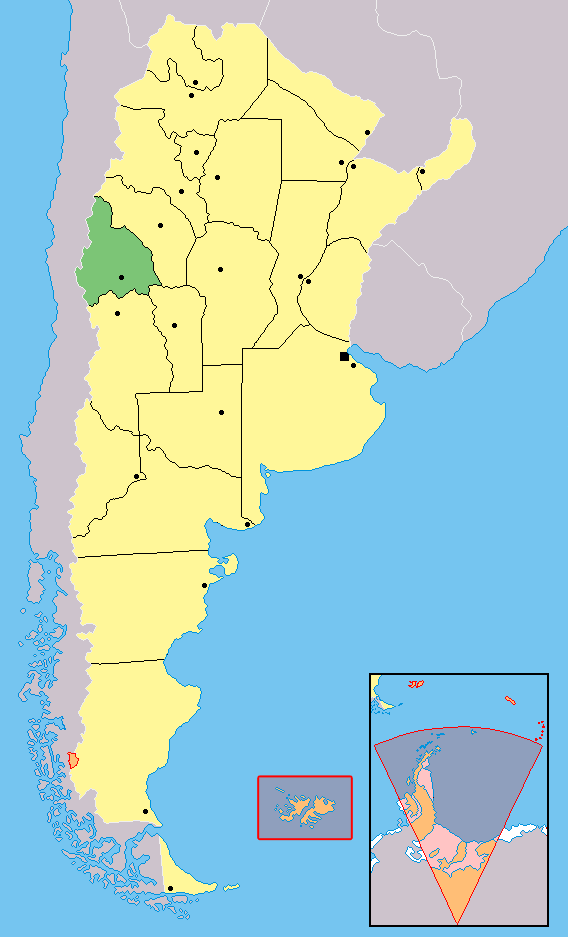
Localisation de la province de San Juan en Argentine

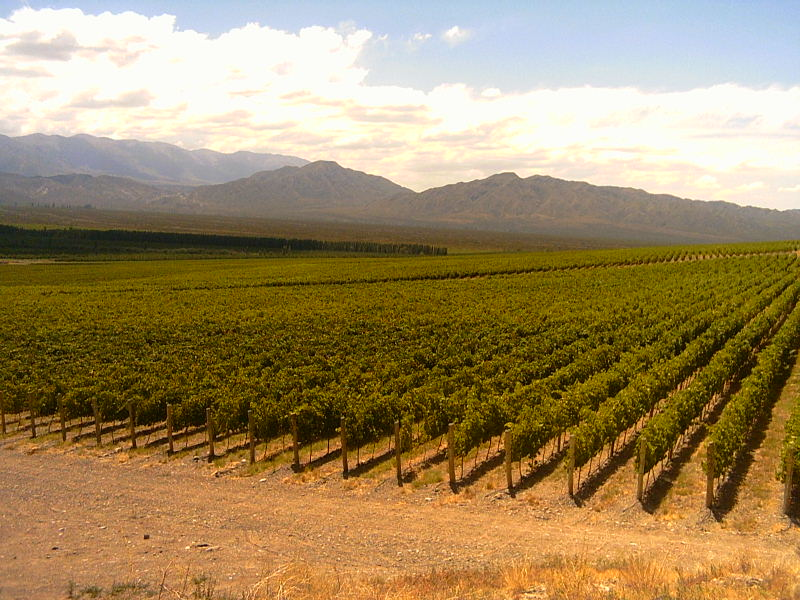
Vignobles dans la région de Pedernal dans le département

- Los Berros
- Guanacache
- Pedernal